# 25 Dywizjon Artylerii Rakietowej

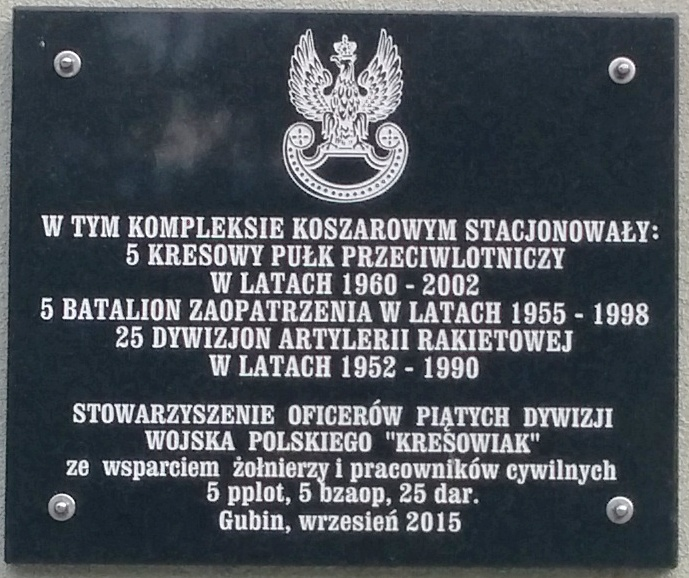
Tablica upamiętniająca stacjonowanie dywizjonu w Gubinie

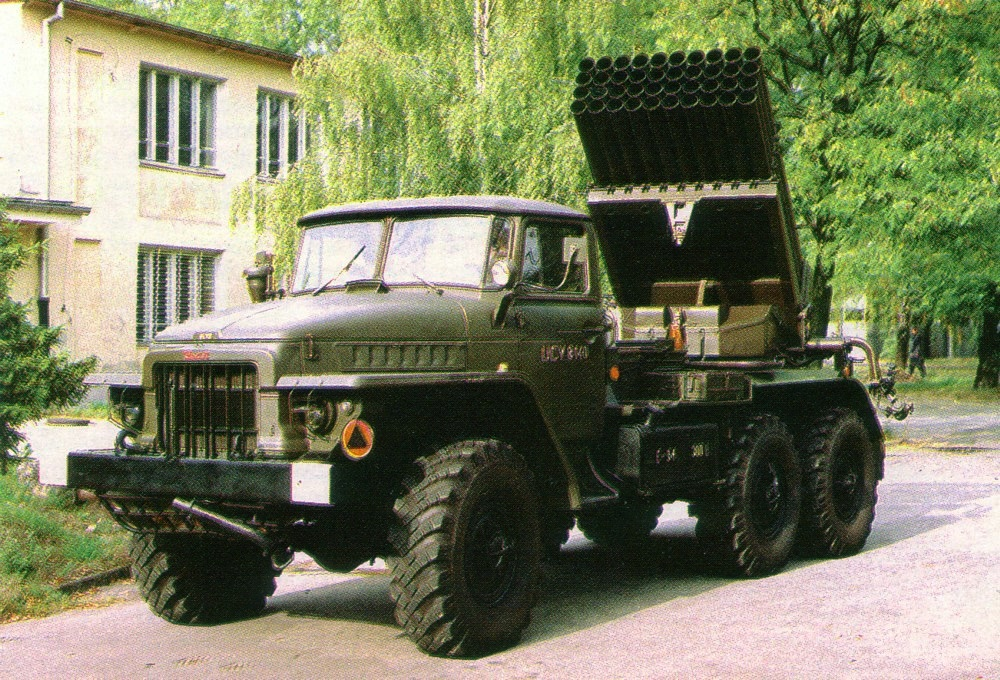
Wyrzutnia BM-21 w położeniu bojowym

25 dywizjon artylerii rakietowej (25 dar) – pododdział artylerii rakietowej Wojska Polskiego.

## Historia
Dywizjon wchodził w skład 5 Saskiej Dywizji Pancernej. Stacjonował w garnizonie Gubin.

## Struktura organizacyjna
- Dowództwo i sztab
- pluton dowodzenia
- trzy baterie
  - dwa plutony ogniowe po dwie wyrzutnie
- pluton remontowy
- pluton zaopatrzenia,
- pluton medyczny

Razem w 25 dywizjonie było 12 wyrzutni BM-21
|  |